# Мапудунґун
Мапудунґун (mapu 'земля' та dungun 'мова') — мова народності мапуче (арауканів). Поширена в центрально-південному Чилі та сусідніх районах Аргентини. Загальна кількість носіїв мови — близько 440 тис. людей (1990-ті рр., оцінка), з них близько 400 тис. осіб у Чилі.
Арауканська мова — одна з південно-американських індійських мов, є ізольованою, хоча деякі лінгвісти зближують її з кечуа й аймара в Андській сім'ї, а потім з аравацькими мовами і мовами тупі-гуарані в Андо-екваторіальній надсім'ї і включають в америндську макросім'ю.
Включає три наріччя — нині зникле північне (пікунче), зникаюче південне (уільіче або цесунгун) і найбільше центральне (власне мапудунгу або мапуче) з великою кількістю діалектів (пеуенський, лафкенський, уентеський, назький і інші в Чилі; ранкильський, леуфуський, телуче, дивичі, чубуцький, мансанеро і інші в Аргентині).